# Mosely snowflake

Formowanie się płatka Mosely podczas 4 stopni rekurencji

Mosely snowflake (tłum. płatek śniegu Mosely) – bryła fraktalna typu Sierpiński-Menger stworzona poprzez powtarzanie operacji odwrotnej do tworzenia bryły płatka Sierpińskiego-Mengera lub pyłu Cantora, tzn. nie poprzez zostawianie, ale poprzez usuwanie ośmiu wierzchołkowych kostek oraz kostki centralnej w skali 1/3 z każdej kostki zostawionej w poprzednim kroku rekurencji. W jednym wymiarze ta operacja w odróżnieniu od operacji prowadzącej do oryginalnego zbioru Cantora (tzn. rekurencyjnego usuwania dwóch odcinków bocznych) jest trywialna i zbiega się jedynie do jednego punktu. Bryła ta przypomina naturalny, lecz w pełni trójwymiarowy płatek śniegu. Z konstrukcji jej wymiar Hausdorffa wynosi
{\displaystyle d_{H}=\log _{3}(27-9)=\ln 18/\ln 3\approx 2{,}630929}

## Wariacje Mosely snowflake
W ogólności poprzez algorytm Sierpińskiego w trzech wymiarach usuwania w każdym kroku rekurencji dowolnej liczby kostek N w skali 1/3 z większych kostek z poprzedniego kroku w ten sam sposób można stwarzać wielką liczbę figur granicznych w tym fraktalnych. Używając wzoru na potęgę dwumianu {\displaystyle (1+1)^{27}} jako wyrażającego też sumę wszystkich możliwych liczby kombinacji usuwania dowolnej liczby kostek możemy policzyć, że jest w ogólności {\displaystyle \mathbb {S} =2^{27}=134217728} obiektów asymptotycznych, jeśli traktuje się, że każda kostka jest inną (ponumerowaną bez symetrii) niezależnie od rodzaju granicy i operacji oraz uważając, że włączana jest do zbioru stała kostka pełna i zbiór pusty. Większość z brył skonstruowanych w ten sposób jest również niestandardowymi geometrycznie fraktalami w trzech wymiarach, mającymi ogólny wymiar Hausdorffa:
{\displaystyle d_{H}=\log _{3}(27-N)=\ln(27-N)/\ln 3,} który w większości dla brył fraktalnych nie jest w trzech wymiarach liczbą całkowitą. Jedną z wariacji jest gęstsza wersja Mosely snowflake, kiedy zostawiamy kostkę centralną. W tak uzyskanym fraktalu nie widać wtedy dziur i odpowiada on bardziej mokremu śniegowi.

Cięższa wariacja płatka Mosely kiedy w rekurencji zostawia się też kostkę centralną o większym wymiarze Hausdorffa {\displaystyle d_{H}=\log _{3}(27-8)\approx 2{,}680143}
Wariacja zbiegająca do bryły podobnej do drzewa liściastego poprzez usuwanie 8 kostek wierzchołkowych, 6 w środkach ścian bocznych i jednej centralnej (tzn. razem 15 kostek) w wymiarze Hausdorffa {\displaystyle \log _{3}(27-15)\approx 2{,}261859}
Podobna bryła przypominająca w granicy nieskończonej drzewo iglaste poprzez usuwanie 12 kostek na krawędziach o wymiarze fraktalnym {\displaystyle \log _{3}(27-12)\approx 2{,}464973.} Możliwa jest także jej lżejsza wariacja widoczna jedynie w przekroju kiedy usuwana jest też kostka centralna.